# Хамори, Луца
Анна Луца Хамори (венг. Hámori Anna Luca; род. 12 марта 2001, Сомбатхей) — венгерская боксёрша. Выступает в весовой категории до 66 кг. Участница Олимпийских игр 2024 года.

## Биография
Выступала на молодёжном чемпионате мира 2018 года по боксу под эгидой Международной ассоциации бокса, который проходил в Будапеште, но выбыла уже во втором поединке с американкой Кэролайн Дюбуа. На летних юношеских Олимпийских играх 2018 года в Буэнос-Айресе уступила представительнице принимающей стороны Ориане Сапуто, завоевавшей в итоге бронзовые награды.
Серебряная призёрша чемпионата Европы 2022 года для спортсменок до 22 лет и бронзовая медалистка Европейских игр 2023 года в полусреднем весе.
Выступает за сборную Венгрии, 11 раз становилась чемпионкой Венгрии. Хамори — первая олимпийская женщина-боксер, представляющая Венгрию. По состоянию на 2024 год она проживает в Кёсеге и встречается с венгерским боксёром Креко Иштваном.
Олимпийский турнир 2024 года в Париже Хамори начала с победы над ирландкой Грейнн Уолш, а затем выиграла бой с Мариссой Уильямсон из Австралии.
Перед четвертьфинальным боем с Иман Хелиф (Алжир) венгерская спортсменка поделилась в социальных сетях изображением, на котором её соперница изображена как «животное», а также назвала её в Instagram «боксером-мужчиной». Хамори также заявила, что «было бы справедливо, если эта участница не могла бы соревноваться в женской категории», несмотря на то, что Иман Хелиф родилась и является женщиной. Высказывание Хамори стало частью интернет-травли, в ходе которой утверждается, что о Хелиф — мужчина, притворяющийся женщиной, или трансгендерная персона. Олимпийский комитет Алжира и ряд болельщиков в социальных сетях потребовали от Международного олимпийского комитета дисквалифицировать Хамори за неспортивное поведение.